# 경은학교
경은학교는 경기도 남양주시 별내면 광전리에 있는 공립 특수학교이다. 지적장애 학생을 위한 특수교육기관으로 유치부, 초등부, 중학부, 고등부, 전공과를 두고 있다.
경기도교육청 진로직업특수교육지원센터를 운영하여 경기북부지역의 8개 시군(구리시, 남양주시, 가평군, 의정부시, 양주시, 동두천시, 포천시, 연천군) 특수학교 및 고등학교, 전공과 특수교육대상학생의 진로 직업교육을 지원하고 있다.

## 연혁
- 2008년 3월 1일 : 이전한 옛 별내초등학교 부지에 개교[1]
- 2008년 3월 1일 : 초대 임하규 교장 취임
- 2009년 2월 20일 : 제1회 졸업식
- 2014년 9월 25일 : 제2대 한규일 교장 취임
- 2017년 3월 1일 : 제3대 성순호 교장 취임